# Pop-corn (pièce de théâtre)
Pour les articles homonymes, voir Pop-corn (homonymie).
Pop-corn (Popcorn) est une pièce de théâtre écrite par Ben Elton en 1996, dans laquelle un réalisateur qui vient de gagner un Oscar, et qui emmène une playmate chez lui, se voit pris en otage, ainsi que sa fille et son agent par un homme et une femme, qui veulent profiter du battage médiatique pour faire passer leur message.
Cette pièce est issue du roman éponyme. Ce roman a été récompensé par un Golden Dagger Award en 1996.